# Gryllacris infumata
Gryllacris infumata is een rechtvleugelig insect uit de familie Gryllacrididae. De wetenschappelijke naam van deze soort is voor het eerst geldig gepubliceerd in 1888 door Karl Brunner-von Wattenwyl.